# Blutserum

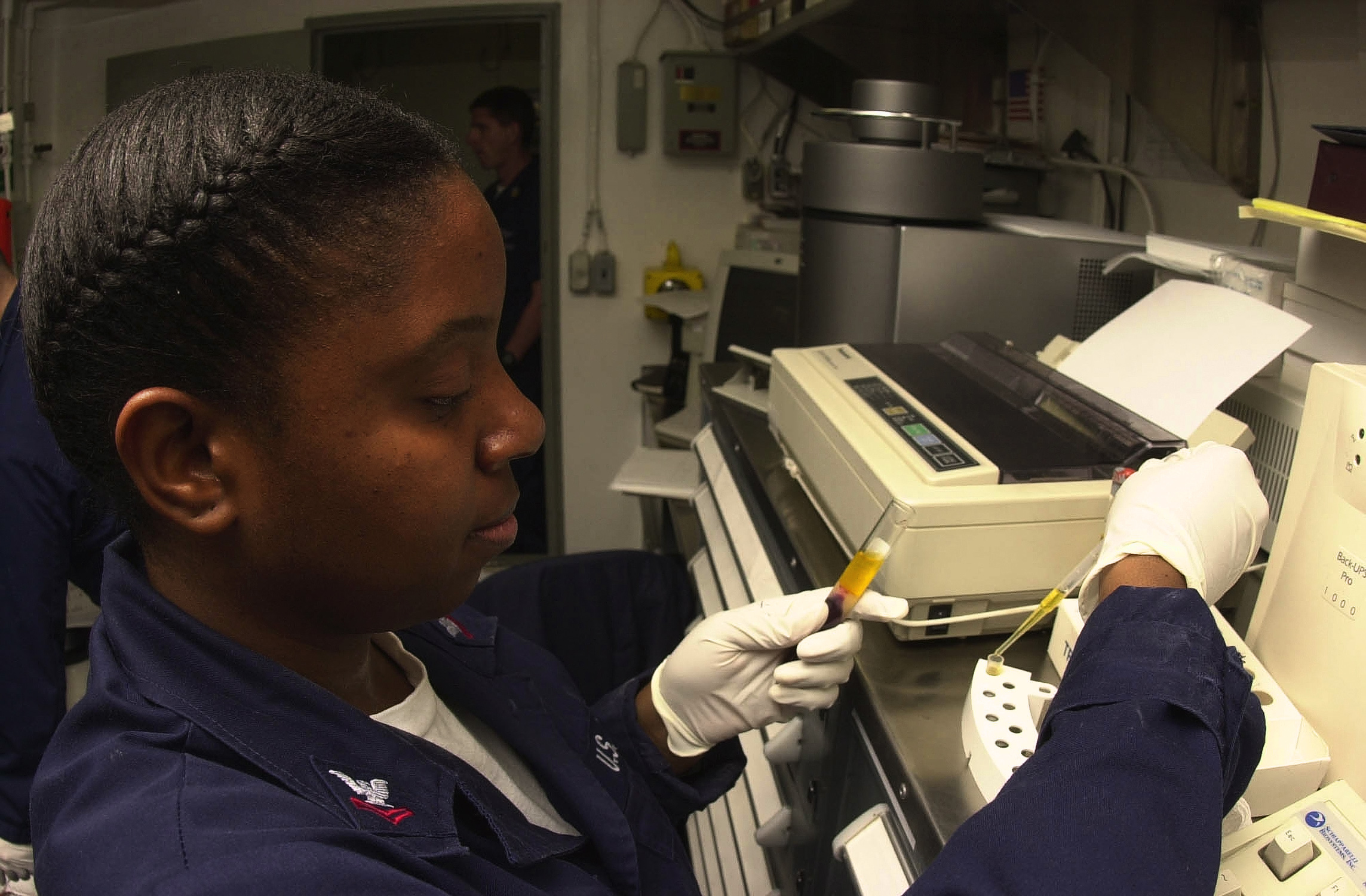
Blutserum wird aus einer zentrifugierten Blutprobe entnommen

Unter Blutserum (lateinisch Serum sanguinis, von serum ‚Molke‘ und sanguis ‚Blut‘), auch kurz nur Serum genannt, versteht man jenen flüssigen Anteil des Blutes, den man als Überstand erhält, wenn man eine geronnene Blutprobe zentrifugiert.
Dieser Überstand enthält bis auf die durch die Gerinnung verbrauchten Gerinnungsfaktoren alle natürlicherweise in der Blutflüssigkeit gelösten Stoffe. Das Blutserum entspricht also dem Blutplasma abzüglich der Gerinnungsfaktoren (vor allem Fibrin bzw. Fibrinogen). Durch das Vorhandensein von Bilirubin ist das Serum gelblich gefärbt.
Die physiologische Serumosmolarität (Isotonie) beträgt beim Menschen 281–297 mosmol/l.
Im Jahr 1892 beschrieb Edoardo Maragliano (1849–1940) die Hämolyse zwischen Blutkörperchen und Serum verschiedener Individuen.
Es enthält zu 91 % Wasser und zu 7 % Proteine (Serumeiweiß). Proteinanteile sind: 62 % Albumin (Reserveeiweiß) und die verschiedenen Globuline wie:
- 3 % α1-Globuline (Lipidtransport)
- 7 % α2-Globuline (Eisentransport, Kupfertransport)
- 9 % β-Globuline (Eisentransport, Lipidtransport)
- 17 % γ-Globuline (Immunabwehr)

Die restlichen 2 % machen Elektrolyte, Nährstoffe, Abfallstoffe (wie zum Beispiel Harnstoff) und Hormone aus.